# Wormhole X-Treme! (Csillagkapu)
Az epizód a teljes sorozat 100. része.

## Ismertető
| Figyelem: Itt a Csillagkapu 5. évadjának cselekményét vagy a végkifejletet is olvashatod. |

Carter egy Föld felé tartó űrhajót fedez fel egy műholdas felvételen, melynek kibocsátott energiája megegyezik annak a mentőkabinéval, ami az Ahová nincs visszatérés című epizódban találtak. Felveszik a kapcsolatot Martinnal, a Földön ragadt idegennel, hogy tud-e valamit.
Martin éppen saját sci-fi sorozata forgatásán dolgozik. A Wormhole X-Treme egyes jelenetei, szereplői túlzottan is a CSK-1-re és kalandjaira emlékeztetőek, azonban a vezetőség úgy véli, nem veszélyezteti a csillagkapu programot. Ha esetleg bármi kiszivárogna a parancsnokságról, ráfogják majd a televíziós sorozatra. Hammond tábornok Jacket teszi meg a forgatás katonai szakértőjének. Martin korábbi találkozásuk ellenére nem ismeri föl Jacket, ezért Jack arra gyanakszik, ismét begyógyszerezték őt.
Sam és Daniel Martin házát figyelik és észlelik, hogy Tanner és emberei még mindig megfigyelés alatt tartják Martint. Követik Tanner egyik emberét. Eljutnak egy raktárba, ahol fegyveresekkel futnak össze, kiderül, hogy az NID ügynökei. Ezalatt Tannerék foglyul ejtik Jacket és Martint. Tanner injekciót ad Martinnak, amitől visszatérnek emlékei. Teal'cnek sikerül kiszabadítania őket. Martin elmeséli nekik, hogy ő maga akarta szedni a gyógyszereket, hogy felejtsen, illetve hogy leírta a sorozathoz kitalált ötleteit, elvitte a stúdiónak, de azt nem tudta, hogy találtak rá Tannerék. Martinnal volt az űrhajójuk távirányítója, ezért figyelték őt Tannerék, hogy segítsenek visszahozni az emlékeit és megszerezni a távirányítót.
A távirányító közben bekerült a forgatási kellékek közé, és Martin filmjének zárójelenetében elő is kerül. A felvétel közben űrhajó érkezik a helyszínre, Jack megszerzi a távirányítót, Tannert és embereit megadásra kényszerítik. Miközben közelednek az NID ügynökei, Tanner arra kéri Jacket, engedje őket haza az űrhajóval, aminek Jack eleget is tesz.

## Forgatás
A Wormhole X-Treme forgatásán számos Csillagkapu-stábtag kapott kisebb cameoszerepet. Peter DeLuise rendező alakította a Wormhole X-Treme! rendezőjét, Robert C. Cooper író pedig az íróját. Joseph Mallozzi, N. John Smith és Ron Wilkerson írók szintén a forgatás résztvevői lettek. A Csillagkapu kellékese, David Sinclair a Wormhole X-Treme! segédrendezője, Jan Newman sminkes szintén sminkest alakította, Andy Mikita rendezőt és John Lenic producert győzte le Danning ezredes, Martin Wood rendező egy NID-ügynököt alakított, Michael Greenburg és Brad Wright executive producerek a Wormhole X-Treme! executive-jainak szerepét kapták, stb. Paul Mullie volt az egyetlen, aki visszautasította a camero megjelenést.
Az epizódot a vancouveri Bridge Studiosban vették föl, ahogy a Csillagkapu többi részét is. Brad Wright a Cult Magazinnak adott interjújában azt nyilatkozta, ezzel az epizóddal „igazán viccet akartunk csinálni saját magunkból és megosztani ezt a rajongókkal is.”